# Carles Aleñá
Carles Aleñá, född 5 januari 1998 i Mataró, är en spansk fotbollsspelare som spelar för Getafe, på lån från Barcelona.

## Klubbkarriär
Aleñá föddes i Mataró, Barcelona. Han flyttade till FC Barcelonas ungdomsakademi La Masia år 2005 vid sju års ålder efter ett lyckat provspel. Aleñá debuterade för B-laget den 29 augusti 2015 när han bytte av David Babunski i 0-0-matchen mot CF Pobla de Mefumet i Segunda División B.
Den 24 november 2015 gjorde Aleñá ett spektakulärt mål för FC Barcelonas U19 lag i UEFA Youth League mot AS Roma. Han gjorde sitt första mål på seniornivå i FC Barcelona B:s 2-4-förlust mot FC Eldense den 19 december.
Aleñá tog plats i FC Barcelonas trupp för första gången den 10 februari 2016. Han satt dock hela matchen mot Valencia CF (1-1) på bänken i den andra matchen av två i semifinalspelet i Copa del Rey. Han gjorde sin A-lagsdebut den 30 november samma år, när han startade och gjorde mål mot Hércules CF (1-1), även den matchen i Copa del Rey.
Aleñá gjorde sin La Liga-debut den 2 april 2017 när han kom in i den andra halvleken istället för Ivan Rakitić i en 4-1-vinst på bortaplan mot Granada CF. Den 28 juni samma år signerade han ett nytt treårskontrakt med klubben med en utköpsklausul på  €75 miljoner euro.
Den 28 december 2019 lånades Aleñá ut till Betis på ett låneavtal över resten av säsongen 2019/2020. Den 6 januari 2021 lånades han ut till Getafe på ett låneavtal över resten av säsongen 2020/2021.
Den 10 juli 2021 köptes Aleñá av den spanska klubben Getafe på ett femårskontrakt.

## Meriter

### FC Barcelona
- La Liga: 2018/2019